# François-Marc Gagnon
Pour les articles homonymes, voir Gagnon.
François-Marc Gagnon, M.C., MSRC, O.Q., né le 18 juin 1935 à Paris et mort le 28 mars 2019,,,, est un historien et critique d'art, écrivain et professeur français naturalisé canadien.
Il s'intéresse à l'art canadien et québécois et est principalement reconnu en tant que spécialiste du mouvement automatiste et biographe de Paul-Émile Borduas. 

## Biographie
François-Marc Gagnon naît à Paris où sa mère et son père, Lola Beauséjour et Maurice Gagnon, habitent durant trois ans pour les études de Maurice Gagnon en histoire de l'art à la Sorbonne. À l'âge de 18 ans, il entre chez les dominicains et y demeure 12 ans, jusqu'en 1965. À l'invitation d'Edmond Labelle, alors directeur de l'institution, il devient professeur de philosophie à l'École des beaux-arts de Montréal de 1960 à 1965. C'est d'ailleurs à l'École qu'il rencontre celle qui deviendra sa femme, l'artiste Pnina C. Gagnon. En 1966, François-Marc Gagnon se voit offrir un poste de professeur d'histoire de l'art canadien au département d'histoire de l'art de l'Université de Montréal par son directeur de l'époque, Philippe Verdier. Il est d'ailleurs le premier professeur canadien embauché par le département. Il prend sa retraite de l'Université de Montréal le 1er juin 2000, pour devenir le premier directeur de l’Institut de recherche en art canadien Gail et Stephen A. Jarislowsky, basé à l’Université Concordia. Il y sera jusqu'en 2011.  
On lui doit la publication des écrits de Paul-Émile Borduas en 1978 en plus d'une biographie critique sur l'artiste. Il est d'ailleurs invité en tant que commissaire lors de la rétrospective consacrée à Borduas par le Musée des beaux-arts de Montréal en 1988. Au sein du musée, il est membre de comités d'acquisition et auteur d'essais dans les catalogues d'exposition.  

## Formation
1969 (diplôme 1972) : doctorat, esthétique, Sorbonne, sous la direction de Bernard Teyssèdre. Titre de la thèse : Les Personnages dans l'œuvre de Jean Dubuffet de 1943 à 1952

## Distinctions
- 1972 - Prix Sainte-Marie en histoire
- 1978 - Prix littéraire du Gouverneur général du Canada, Paul-Emile Borduas : Biographie critique et analyse de l'œuvre
- 1987 - Membre de la Société royale du Canada
- 1992 - Doctorat honorifique, Université Concordia[12]
- 1998 - Membre de l'Ordre du Canada
- 1999 - Prix Raymond-Klibansky (pour l'ouvrage Chronique du mouvement automatiste québécois 1941-1954)
- 2002 - Prix Odyssée
- 2007 - Prix André-Laurendeau[13]
- 2010 - Prix Gérard-Morisset[9]
- 2013 - Médaille de l'Académie, Académie des lettres du Québec[14]
- 2013 - Prix du Canada en sciences humaines (pour l'ouvrage The Codex Canadensis and the Writings of Louis Nicolas)
- 2015 - Officier de l'Ordre national du Québec[15]

## Publications (liste partielle)

### Ouvrages
- François-Marc Gagnon et Germain Lefebvre, L'homme du commun : travaux de Jean Dubuffet = The common man : works by Jean Dubuffet, [Montreal], [Musée des beaux-arts], 1969, 62 p. (OCLC 973426434)
- François-Marc Gagnon et André Jasmin, Peinture canadienne-française, Montréal, Presses de l'Université de Montréal, coll. « Conférences J.A. de Sève » (no 11-12), 1970, 69 p. (OCLC 977153738)
- François-Marc Gagnon, André Fournelle, sculpteur, Montréal, Association des Sculpteurs du Québec, 1971, 89 p. (OCLC 798732359)
- François-Marc Gagnon, Jean Dubuffet : aux sources de la figuration humaine, Montréal, Presses de l'Université de Montréal, 1972, 134 p. (ISBN 0840501994, OCLC 15776959)
- François-Marc Gagnon, Ozias Leduc et Paul-Émile Borduas, Montréal, Presses de l'Université de Montréal, coll. « Conférences J.A. de Sève, 15-16 » (no 15-16), 1973, 152 p. (ISBN 0840502249)
- François-Marc Gagnon, La conversion par l'image. Un aspect de la mission des jésuites auprès des indiens du Canada au XVIIe siècle, Montréal, Bellarmin, 1975, 141 p. (ISBN 0885022092)
- François-Marc Gagnon (Avec la collaboration de Nicole Cloutier), Premiers peintres de la Nouvelle-France. Québec, Québec, Ministère des affaires culturelles, 1976 (ISBN 0775423459)
- François-Marc Gagnon, Paul-Emile Borduas, 1905-1960 : biographie critique et analyse de l'œuvre, Montréal, Fides, 1978, 560 p. (ISBN 0775506982, OCLC 912192121)
- François-Marc Gagnon, Ces hommes dits sauvages. L'Histoire fascinante d'un préjugé qui remonte aux premiers découvreurs du Canada, Montréal, Éditions Libre expression, 1984, 190 p. (ISBN 2891111753)
- François-Marc Gagnon, Hommes effairables et bestes sauvages. Images du nouveau monde d'après les voyages de Jacques Cartier, Montréal, Boréal, 1986, 236 p. (ISBN 289052096X, OCLC 1079367926)
- François-Marc Gagnon, Paul-Émile Borduas, [Montréal], Musée des beaux-arts de Montréal, 1988, 480 p. (ISBN 2891920945)
- François-Marc Gagnon, Images du castor canadien : XVIe – XVIIIe siècles, Sillery/Sainte-Foy, Septentrion/Célat, 1994, 129 p. (ISBN 2894480091)
- Gilles Lapointe et François-Marc Gagnon, Saint-Hilaire et les automatistes, Mont-Saint-Hilaire, Qc, Musée d'art de Mont-Saint-Hilaire, 1997, 32 p. (ISBN 2980350737, OCLC 864694609)
- François-Marc Gagnon, Chronique du mouvement automatiste québécois, 1941-1954, Outremont, Lanctôt Éditeur, coll. « L'histoire au présent » (no 11), 1998, 1023 p. (ISBN 9782894850572, OCLC 1114020895)
- Andrée Lemieux, François-Marc Gagnon et Laurier Lacroix, Regards sur l'art québécois : la collection d'œuvres d'art de l'Université de Montréal, Montréal, Presses de l'Université de Montréal, 2004, 125 p. (ISBN 9782760619715, OCLC 199993693)
- François-Marc Gagnon, Jean-Paul Jérôme : RCA, 1928-2004, Westmount, Québec, Galerie D'Este, 2008, 24 p. (OCLC 1108669811)
- François-Marc Gagnon, The Codex canadensis and the writings of Louis Nicolas : The natural history of the New World = Histoire naturelle des Indes occidentales, Tulsa, Okla. / Montreal, Gilcrease Museum / McGill-Queen's University Press, coll. « McGill-Queen's / Beaverbrook Canadian Foundation studies in art history », 2011, 555 p. (ISBN 9780773538764, OCLC 747309150)[16]
- François-Marc Gagnon, Jean Berger : peintre et complice?, Montréal, Institut de recherche en art canadien Gail et Stephen A. Jarislowsky, 2011, 269 p. (ISBN 9780889474918)
- François-Marc Gagnon, Paul-Émile Borduas : sa vie et son œuvre, Toronto, On, Art Canada Institute = Institut de l'art canadien, 2014 (ISBN 9781487100179, lire en ligne)
- François-Marc Gagnon, Louis Nicolas : sa vie et son œuvre, Toronto, On, Art Canada Institute = Institut de l'art canadien, 2017 (ISBN 9781487101312, lire en ligne)
- Aller jusqu'au bout des mots : correspondance 1954-1959  (Annotation et présentation de François-Marc Gagnon et Gilles Lapointe des lettres de Paul-Émile Borduas et de Rachel Laforest), Montréal, Leméac, 2017, 161 p. (ISBN 9782760951464)

### Contribution
- 2010 - « Paul-Émile Borduas and the Automatistes », Brian Foss, Sandra Paikowsky et Anne Whitelaw, The Visual Arts in Canada: the Twentieth Century, Don Mills (Ontario) : Oxford University Press, p. 143-162.  (ISBN 9780195434590)

### Articles
- « Opération épingle à linge et poignée de porte : Genèse d'un projet de Giuseppe Fiore », Vie des Arts, no 55, 1969, p. 48-51. http://id.erudit.org/iderudit/58164ac.
- « Un peu d'art érotique chez Jean Dubuffet », Vie des Arts, no 57, 1969, p. 22-27. http://id.erudit.org/iderudit/58116ac.
- « L'art contemporain étranger », Vie des Arts, no 58, 1970, p. 52-55. http://id.erudit.org/iderudit/58094ac.
- « Cosgrove et la critique d'art officielle », Vie des Arts, no 60, 1970, p. 12-17. http://id.erudit.org/iderudit/58039ac.
- « Claude Tousignant : Point de mire », Vie des Arts, no 69, 1972, p. 38-43 et 93-94. http://id.erudit.org/iderudit/57858ac.
- « Montpetit plasticien? Voyons donc! = Guy Montpetit, a Plastician? Come Now! », Vie des Arts, no 67, 1972, p. 26-28 et 85-86. http://id.erudit.org/iderudit/57900ac.
- « La série des K'lipoth de Jan Menses », Vie des Arts, no 66, 1972, p. 24-26. http://id.erudit.org/iderudit/57919ac.
- « Borduas monochrome », Vie des Arts, vol. 18, no 72, 1973, p. 32-35. http://id.erudit.org/iderudit/57794ac.
- « La Peinture à l'heure de Chicago », Vie des Arts, vol. 18, no 71, 1973, p. 42-46. http://id.erudit.org/iderudit/57822ac.
- « L'art des petites gens », Vie des Arts, vol. 18, no 74, 1974, p. 56-60. http://id.erudit.org/iderudit/57762ac.
- « Les Cannibales de Montaigne », Vie des Arts, vol. 19, no 75, 1974, p. 28-31. http://id.erudit.org/iderudit/57730ac.
- « La peinture américaine et nous », Vie des Arts, vol. 20, no 81, 1975, p. 54-56. http://id.erudit.org/iderudit/55053ac.
- « "Ils se peignent le visage..." : Réaction européenne à un usage indien au XVIe et au début du XVIIe siècles », Revue d'histoire de l'Amérique française, vol. 30, no 3, 1976, p. 363-381. http://id.erudit.org/iderudit/303545ar.
- « Jeux d'Indiens », Vie des Arts, vol. 21, no 83, 1976, p. 14-17. http://id.erudit.org/iderudit/54993ac.
- « La volière enchantée : L'Art populaire québécois du XIXe siècle au Musée McCord », Vie des Arts, vol. 20, no 82, 1976, p. 45-49. http://id.erudit.org/iderudit/55033ac.
- « Claude Goulet, peintre géomètre = Claude Goulet, Painter Geometrician », Vie des arts, vol. 21, no 86, 1977, p. 46-47 et 92. http://id.erudit.org/iderudit/54932ac.
- « De la bonne manière de faire la guerre. Analyse de quatre gravures dans les Œuvres de Champlain », Études littéraires, vol. 10, no 1-2, 1977, p. 125-144. http://id.erudit.org/iderudit/500432ar.
- « Les rages, les débauches, la folie de Marcel Barbeau : Deux opinions critiques autour d'une exposition », Vie des arts, vol. 22, no 89, 1977, p. 23-24. http://id.erudit.org/iderudit/54855ac.
- « Figures dans le texte : À propos de deux gravures dans Thévet », Études françaises, vol. 14, no 1-2, 1978, p. 183-198. http://id.erudit.org/iderudit/036669ar.
- « Panorama de la gravure québécoise des années 1958-1965 = A Panorama of Quebec Engraving From 1958 to 1965 », Vie des arts, vol. 22, no 90, 1978, p. 24-28 et 87-88. http://id.erudit.org/iderudit/54836ac.
- « L'Abstraction verte de Borduas », Vie des Arts, vol. 25, no 101, 1980, p. 20-21. http://id.erudit.org/iderudit/54561ac.
- « …Sur la voie », Vie des arts, vol. 24, no 98, 1980, p. 31-33. http://id.erudit.org/iderudit/54655ac.
- « Jacques Cartier en Arcadie », Vie des Arts, vol. 29, no 115, 1984, p. 31-36. http://id.erudit.org/iderudit/54253ac.
- « Écrire sous l'image ou sur l'image », Études françaises, vol. 21, no 1, 1985, p. 83-99. http://id.erudit.org/iderudit/036852ar.
- « Miró et la peinture des années quarante au Québec », Vie des arts, vol. 31, no 123, 1986, p. 42-44 et 83. http://id.erudit.org/iderudit/54005ac.
- « Les Tarn Grams de Richard Lanctôt », Vie des Arts, vol. 31, no 123, 1986, p. 62 et 85. http://id.erudit.org/iderudit/54015ac.
- « Les lames de Solutrée », Espace Sculpture, vol. 4, no 1, 1987, p. 13-15. http://id.erudit.org/iderudit/9111ac.
- « Aux origines de la pornographie », Espace Sculpture, vol. 4, no 3, 1988, p. 18-19. http://id.erudit.org/iderudit/9220ac.
- « Borduas : Sculpteur », Espace Sculpture, vol. 4, no 4, 1988, p. 6-8. http://id.erudit.org/iderudit/9229ac.
- « La forme qui libère », Espace Sculpture, vol. 4, no 2, 1988, p. 6-7. http://id.erudit.org/iderudit/9152ac.
- « Coulé dans le bronze », Espace Sculpture, vol. 5, no 2, 1989, p. 9-10. http://id.erudit.org/iderudit/9398ac.
- « De la pierre polie », Espace Sculpture, vol. 6, no 1, 1989, p. 6-8. http://id.erudit.org/iderudit/115ac.
- Avec André Gladu. « Paris 1926-1940 », Vie des arts, vol. 31, no 126, 1987, p. 26-28. http://id.erudit.org/iderudit/53948ac.
- « Hommage à Jean-Paul Mousseau (1927-1991) », Cahiers de recherche sociologique, no 16, 1991, p. 11-12. http://id.erudit.org/iderudit/1002122ar.
- « Les exils de Borduas », ETC, no 17, 1992, p. 10-13. http://id.erudit.org/iderudit/35854ac.
- « Pour une image du Québec : régionaliste ou automatiste ? », Culture française d'Amérique, 1992, p. 69-77. http://www.erudit.org/livre/cefan/1992-1/000342co.pdf.
- « Alfred Pellan et André Breton sur la plage », Vie des arts, vol. 38, no 151, 1993, p. 16-19. http://id.erudit.org/iderudit/53591ac.
- « La collection Lavalin au Musée d'art contemporain. Reflet de l'histoire de l'art moderne et contemporain au Québec », Vie des Arts, vol. 39, no 155, 1994, p. 12-15. http://id.erudit.org/iderudit/53514ac.
- « Au-delà des apparences : Les natures mortes et les sciences de genre », Vie des arts, vol. 39, no 161, 1995, p. 26-29. http://id.erudit.org/iderudit/53402ac.
- « Le cirque de Riopelle », Vie des arts, vol. 40, no 165, 1996, p. 54-55. http://id.erudit.org/iderudit/53334ac.
- « Images du castor », Cap-aux-Diamants, no 51, 1997, p. 14-16. http://id.erudit.org/iderudit/8135ac.
- « "Breton seul demeure incorruptible" (Borduas) : mise au point sur la référence surréaliste », Études françaises, vol. 34, no 2-3, 1998, p. 13-29. http://id.erudit.org/iderudit/036099ar.
- « Le Refus global et la peinture », Vie des Arts, vol. 42, no 170, 1998, p. 39-41. http://id.erudit.org/iderudit/53223ac.
- « Les artistes canadiens et le non-paysage », Vie des arts, vol. 43, no 175, 1999, p. 46-48. http://id.erudit.org/iderudit/53129ac.
- « Michèle Drouin et le théâtre intérieur », Vie des arts, vol. 42, no 174, 1999, p. 26-29. http://id.erudit.org/iderudit/53139ac.
- « Le silence dans la peinture contemporaine », Théologiques, vol. 7, no 2, 1999, p. 53-77. http://id.erudit.org/iderudit/005006ar.
- « Un art vivant pour notre siècle », Cap-aux-Diamants, no 59, 1999, p. 46-48. http://id.erudit.org/iderudit/7688ac.
- « Françoise Sullivan : Aristote et le mouvement », Vie des arts, vol. 48, no 191, 2003, p. 42-45. http://id.erudit.org/iderudit/52778ac.
- « Max Stern et Borduas : Le marchand et son artiste », Vie des arts, vol. 49, no 196, 2004, p. 72-75. http://id.erudit.org/iderudit/52685ac.
- « Richard Lanctôt : Système de référence », Vie des arts, vol. 50, no 201, 2005, p. 29-31. http://id.erudit.org/iderudit/52571ac.
- « Renée Borduas : Pierres nues », Vie des arts, vol. 50, no 202, 2006, p. 49-51. http://id.erudit.org/iderudit/58816ac.
- « La première iconographie du castor », Scientia Canadensis, vol. 31, no 1-2, 2008, p. 12-26. http://id.erudit.org/iderudit/019752ar.
- Avec Janet Brooke, Jean-Philippe Uzel, Claudette Hould, Monia Abdallah, Stéphane Roy et Katherine Sirois, « L’histoire de l’art au Canada : pratiques actuelles d’une discipline universitaire », Perspective, 3 | 2008, 501-512 [mis en ligne le 11 avril 2018, consulté le 31 janvier 2022. URL : http://journals.openedition.org/perspective/3289 ; DOI : https://doi.org/10.4000/perspective.3289].
- « Trop brève note sur les Trophoux de Roch Plante », Québec français, no 163, 2011, p. 32-35. http://id.erudit.org/iderudit/65412ac.
- « Raretés des Indes ou Codex canadensis : Dessiner le nouveau monde », Cap-aux-Diamants, no 110, 2012, p. 17-19. http://id.erudit.org/iderudit/67593ac.
- « Riopelle, l'ekphrasis et l'invisibilité », Études françaises, vol. 51, no 2, 2015, p. 69-86. http://id.erudit.org/iderudit/1031229ar.